# Große Rodl
Große Rodl är ett vattendrag i Österrike.   Det ligger i förbundslandet Oberösterreich, i den nordöstra delen av landet, 160 km väster om huvudstaden Wien.
Trakten runt Große Rodl består till största delen av jordbruksmark. Runt Große Rodl är det tätbefolkat, med 530 invånare per kvadratkilometer.